# Phạm Quốc Trung

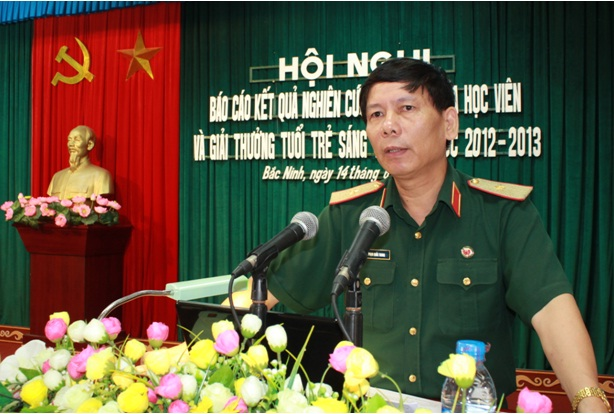
Ông Phạm Quốc Trung trong một buổi lễ

Phạm Quốc Trung (sinh năm 1958) là một sĩ quan cấp cao trong Quân đội nhân dân Việt Nam, quân hàm Trung tướng, Phó Giáo sư, Tiến sĩ, nguyên là Hiệu trưởng Trường Sĩ quan Chính trị. 

## Thân thế và sự nghiệp
- Ông quê ở xã Yên Từ, huyện Yên Mô, tỉnh Ninh Bình. [2]
- Năm 1975, ông tốt nghiệp lớp 10 và thi đỗ vào Trường Đại học Bách khoa Hà Nội.[2]
- Năm 1980, ông tốt nghiệp Đại học với tấm bằng Kỹ sư Công nghệ Hoá học loại Giỏi.[2]
- Năm 2004, được bổ nhiệm giữ chức Tư lệnh Binh chủng Hóa học.[3]
- Năm 2012, được bổ nhiệm giữ chức Hiệu trưởng Trường Đại học Chính trị[2]
- Thiếu tướng (2008), Trung tướng (2013)[2]
- Tháng 12 năm 2018, ông nghỉ hưu